# Naturschutzgebiet Auf der Gasmert
Das Naturschutzgebiet Auf der Gasmert mit einer Größe von 5,2 Hektar liegt in der Gemeinde Herscheid (Märkischer Kreis, Nordrhein-Westfalen) südlich der Siedlung Gasmert.
Das Naturschutzgebiet besteht aus vier Teilflächen, wobei eine deutlich größer ist als die anderen Flächen. Eine erste Teilfläche des NSG wurde 1951 ausgewiesen. Weitere Teilflächen wurden 1953 und 1957 ausgewiesen. 1998 wurde das NSG vom Märkischen Kreis mit dem Landschaftsplan Nr. 5 Herscheid erneut ausgewiesen.

## Gebietsbeschreibung
Bei dem NSG handelt es sich um eine Wacholderheide.

## Schutzzweck
Laut Naturschutzgebiets-Ausweisung wurde das Gebiet zum Naturschutzgebiet ausgewiesen zur Erhaltung, Entwicklung und Wiederherstellung einer Wacholderheide mit einer speziell angepassten Flora und Fauna. Wie bei allen Naturschutzgebieten in Deutschland wurde in der Schutzausweisung darauf hingewiesen, dass das Gebiet „wegen der Seltenheit, besonderen Eigenart und Schönheit des Gebietes“ zum Naturschutzgebiet wurde.